# Happiness!!!
happiness!!! (happiness!!!?) è il secondo singolo della cantante j-pop giapponese Kimura Kaela. È stato pubblicato il 27 ottobre 2004 dall'etichetta major Nippon Columbia.

## Tracce
Tutti i brani sono testo di Kaela Kimura e musica di Taiyō Yamazawa.

Dopo il titolo è indicata fra parentesi "()" la grafia originale del titolo.
1. happiness!!! (happiness!!!?)
2. untie (untie?)
3. happiness!!! (Instrumental) (happiness!!! (Instrumental)?)
4. untie (Instrumental) (untie (Instrumental)?)

## Altre presenze
- happiness!!!:
  - 08/12/2004 - Kaela
  - 03/02/2010 - 5years
- untie:
  - 08/12/2004 - KAELA